# Torwang
Torwang (nep. तोरबाङ) – gaun wikas samiti w zachodniej części Nepalu w strefie Rapti w dystrykcie Pyuthan. Według nepalskiego spisu powszechnego z 2001 roku liczył on 855 gospodarstw domowych i 4448 mieszkańców (2442 kobiet i 2006 mężczyzn).